# Мак-Мердо (затока)
Мак-Мердо (англ. McMurdo Sound) — затока моря Росса Південного океану (тихоокеанський сектор), біля берегів Антарктиди. Вкриті льодом води затоки простягаються приблизно на 55 км завдовжки й завширшки. На західному березі затоки височіє хребет Королівського товариства (англ. Royal Society Range), із найвищою вершиною Лістер, 4025 метрів над рівнем моря, а з південного боку затоки закінчуються шельфові льодовики Мак-Мердо. Східним кордоном служить Острів Росса — відправна точка багатьох ранніх антарктичних експедицій. На острові знаходиться діючий вулкан Еребус, що має висоту 3794 метри, а на південній стороні розташовуються найбільші наукові бази Антарктиди: база Мак-Мердо (США) і Скотт-Бейс (Нова Зеландія). Менше 10 % берегової лінії затоки Мак-Мердо вільно від льоду. Затока віддалена від Південного полюса приблизно за 1300 км.
Затока була відкрита капітаном Джеймсом Кларком Россом у лютому 1841 року і була названа ним на честь лейтенанта Арчибальда Макмердо з експедиційного корабля HMS Terror. Сьогодні затока Мак-Мердо служить кінцевою точкою маршруту для допоміжних вантажних суден і літаків, що здійснюють посадку на плавучі льоди поблизу станції Мак-Мердо. Постійне перебування з 1957—1958 років на станції вчених і технічного персоналу перетворило Бухту зимових стоянок у вкрай забруднену гавань.
Дрейф льоду, оперізуючий берегову лінію Бухти зимових стоянок та інших місць затоки, є великою перешкодою для судноплавства. Для плавання в тих місцях потрібно зміцнювати корпусу суден і часто вдаватися до криголамного ескортування. Настільки екстремальні морські умови значно обмежують число туристів, які, однак, часто відвідують Антарктичний півострів, що знаходиться у відкритих водах. Небагатьом туристам, яким вдається досягти затоки Мак-Мердо, відкриваються мальовничі пейзажі з представниками місцевої фауни — від косаток і тюленів, до пінгвінів Аделі і імператорських пінгвінів.
Холодні навколополюсні течії зменшують потік теплих вод Південного і Тихого океанів, що досягають затоки Мак-Мердо та інших антарктичних прибережних вод. Сильні стокові вітри, що дмуть вниз з Полярного плато, роблять Антарктиду самим вітряним континентом у світі. Взимку затока Мак-Мердо покривається льодом, товщина якого коливається в межах 3 метрів. Влітку ж Паковий лід відколюється, тоді вітер і сильні течії можуть змістити його далі на північ, створюючи холодні глибинні течії, проникаючі в басейни океанів світу. Протягом полярної ночі температура на станції Мак-Мердо може знизитися до −51 °C. Грудень і січень — найтепліші місяці, середній температурний максимум знаходиться в районі −1 °C.

## Значення
Роль затоки Мак-Мердо як стратегічно важливого водного шляху сягає початку XX століття. Британські дослідники Ернест Шеклтон і Роберт Скотт вибудували бази на березі затоки, які служили їм як відправні точки в експедиціях до Південного полюса.
Затока Мак-Мердо не втрачає свого значення і сьогодні. Вантажні та пасажирські літаки приземляються на крижану злітно-посадкову смугу аеродрому Поле Вільямс, що знаходиться на шельфових льодовиках Мак-Мердо. Крім того, щорічно вантажні судна і танкери входять в затоку для здійснення необхідних поставок для потреб найбільшої наукової бази континенту — станції Мак-Мердо. І американська база, і новозеландська Скотт-Бейс знаходяться на південному краю острова Росса.
Острів Росса є крайньою південною точкою Антарктиди, що розташовується в зоні судноплавної доступності, а Бухта зимових стоянок в протоці Мак-Мердо — найпівденніший морський порт у світі. Однак його доступність залежить від сприятливих льодових умов в протоці.
У зимові місяці Мак-Мердо практично повністю покривається льодом. Навіть влітку кораблі, що входять до неї, іноді блокуються однорічним (припаєм) і багаторічним льодом, що викликає необхідність вдаватися до допомоги криголамів. Тим не менш, океанські течії та сильні вітри Антарктиди можуть зносити пакові льоди на північ, у море Росса, тимчасово звільняючи води затоки від льоду.